# Visual Studio Application Lifecycle Management
Visual Studio Application Lifecycle Management は マイクロソフトが提供する、統合されたソフトウェア開発ツールであり、統合開発環境(IDE)、バージョン管理、作業管理機能、自動ビルド、レポーティング生成を行う機能を含む。Visual Studio 2005 から Visual Studio 2008 までは Microsoft Visual Studio Team System(VSTS)というブランド名であったが、2009年10月に Visual Studio 2010 の一部として Microsoft Visual Studio ALMと改称しリリースされた。

## 概要
Visual Studio ALM は以下の製品から構成される。
- Team Foundation Server - ALMツールの中核となるサーバ製品であり、バージョン管理や自動ビルド、プロジェクト管理のデータストアも兼ねる。
- Visual Studio - Ultimate、Premium、Professionalのエディションから構成される統合開発環境である。Team Foundation Server の機能を使用するためのインターフェースとなる。
- Visual Studio Test Professional - テスト作成や実施をするためのIDEであり、テスターやコーディングを行わない関係者向け製品である。